# Kutu (territorium)
Kutu är ett territorium i Kongo-Kinshasa. Det ligger i provinsen Mai-Ndombe, i den västra delen av landet, 400 km nordost om huvudstaden Kinshasa.